# 村上哲哉
村上 哲哉（むらかみ てつや、1981年9月24日 - ）は、山口県宇部市出身のフットサル選手・フットサル指導者。中国フットサルリーグの広島F・DO監督。ポジションはフィクソ。2009年からフットサル日本代表。川崎医療福祉大学卒業。左右両足から強烈なシュートを放つことができる。

## 経歴

### クラブ
山口県宇部市出身で、宇部市立藤山小学校、宇部市立藤山中学校を卒業。福岡県の東海大学付属第五高等学校では1学年下に多田大介などがいたが、3年時の高校サッカー選手権では福岡県大会で敗れている。高校卒業後に進学した川崎医療福祉大学でもサッカー部に所属していたが、名門フットサルチームの練習に参加してフットサルに目覚めた。大学卒業後の進路としては消防士を目指していたが、公務員試験の2ヶ月前に出場したフットサル大会で足首を捻挫したことで公務員試験の実技試験を受験できず不合格。一時期は地元山口県のジュンジーズに所属し、中国フットサルリーグの広島F・DOにも所属した。セレクションを経て関東フットサルリーグのファイルフォックスに加入し、3年目の2007年度にはキャプテンを務めた。2008年にはアドリアーノ監督に請われてFリーグのシュライカー大阪に入団。2008年と2009年にはFリーグ オーシャンアリーナカップで優勝し、2010年と2012年には全日本選手権 PUMA CUPで優勝。2011年にはキャプテンに就任。2012年のワールドカップ後には引退も考えたが現役続行。
2016-17シーズンのシュライカー大阪はFリーグと全日本選手権の2冠を達成。シーズン終了後に現役引退した。

### 日本代表
2008年にミゲル・ロドリゴが日本代表監督に就任すると、2009年に日本代表に初選出された。2010年には2010 AFCフットサル選手権に出場して優勝。2011年の日本代表合宿中には右膝靭帯を損傷して3ヶ月半戦線離脱。2012年には2012 AFCフットサル選手権に出場して2連覇を達成し、2012 FIFAフットサルワールドカップではベスト16となった。ワールドカップでは三浦知良と一緒に戦った。

## 所属クラブ

### サッカー
- 宇部市立藤山小学校
- 宇部市立藤山中学校
- 1997年-2000年 東海大学付属第五高等学校
- 2000年-20??年 川崎医療福祉大学

### フットサル
- ジュンジーズ
- 広島F・DO（中国リーグ）
- 2005年-2007年 ファイルフォックス（関東リーグ）
- 2008年-2017年 シュライカー大阪（Fリーグ）

## 指導クラブ
- 2017年- 広島F・DO（中国リーグ）

## タイトル
- Fリーグ オーシャンカップ : 2008、2009
- 全日本選手権 PUMA CUP : 2010、2012
- AFCフットサル選手権 : 2010、2012

## 個人成績
| 国内大会個人成績 | 国内大会個人成績   | 国内大会個人成績 | 国内大会個人成績 | 国内大会個人成績             | 国内大会個人成績 | 国内大会個人成績 | 国内大会個人成績 | 国内大会個人成績 | 国内大会個人成績 | 国内大会個人成績 | 国内大会個人成績 |
| 年度             | クラブ             | 背番号           | リーグ           | リーグ戦                     | リーグ戦         | リーグ杯         | リーグ杯         | オープン杯       | オープン杯       | 期間通算         | 期間通算         |
| 年度             | クラブ             | 背番号           | リーグ           | 出場                         | 得点             | 出場             | 得点             | 出場             | 得点             | 出場             | 得点             |
| 日本             | 日本               | 日本             | 日本             | リーグ戦                     | リーグ戦         | オーシャン杯     | オーシャン杯     | 全日本選手権     | 全日本選手権     | 期間通算         | 期間通算         |
| ---------------- | ------------------ | ---------------- | ---------------- | ---------------------------- | ---------------- | ---------------- | ---------------- | ---------------- | ---------------- | ---------------- | ---------------- |
| 2005             | ファイルフォックス |                  | 関東             |                              |                  |                  |                  |                  |                  |                  |                  |
| 2006             | ファイルフォックス |                  | 関東             |                              |                  |                  |                  |                  |                  |                  |                  |
| 2007             | ファイルフォックス |                  | 関東             |                              |                  |                  |                  |                  |                  |                  |                  |
| 2008-09          | 大阪               | 24               | Fリーグ          | 20                           | 9                |                  |                  |                  |                  |                  |                  |
| 2009-10          | 大阪               | 24               | Fリーグ          | ??                           | ?                |                  |                  |                  |                  |                  |                  |
| 2010-11          | 大阪               | 24               | Fリーグ          | ??                           | ?                |                  |                  |                  |                  |                  |                  |
| 2011-12          | 大阪               | 24               | Fリーグ          | ??                           | ?                |                  |                  |                  |                  |                  |                  |
| 2012-13          | 大阪               | 24               | Fリーグ          | ??                           | ?                |                  |                  |                  |                  |                  |                  |
| 2013-14          | 大阪               | 24               | Fリーグ          | 32                           | 9                |                  |                  |                  |                  |                  |                  |
| 2014-15          | 大阪               | 24               | Fリーグ          | 31                           | 7                |                  |                  |                  |                  |                  |                  |
| 2015-16          | 大阪               | 24               | Fリーグ          |                              |                  |                  |                  |                  |                  |                  |                  |
| 通算             | 日本               | 日本             | Fリーグ          | \|\|\|\|\|\|\|\|\|\|\|\|\|\| |                  |                  |                  |                  |                  |                  |                  |
| 通算             | 日本               | 日本             |                  | \|\|\|\|\|\|\|\|\|\|\|\|\|\| |                  |                  |                  |                  |                  |                  |                  |
| 総通算           | 総通算             | 総通算           | 総通算           | \|\|\|\|\|\|\|\|\|\|\|\|\|\| |                  |                  |                  |                  |                  |                  |                  |